# Епархия Сен-Жерома
Епархия Сен-Жерома (лат. Dioecesis Sancti Hieronymi Terraebonae) — епархия Римско-католической церкви с центром в городе Сен-Жером, Канада. Епархия Сен-Жерома входит в архиепархию Монреаля. Кафедральным собором епархии Монктона является собор святого Иеронима в городе Сен-Жерома.

## История
23 июня 1951 года Римский папа Пий XII издал буллу «Ad catholicum nomen», которой учредил епархию Сен-Жерома, выделив её из епархии Мон-Лорье и архиепархий Монреаля и Оттавы.

## Ординарии епархии
- епископ Émilien Frenette (5.07.1951 — 11.06.1971);
- епископ Bernard Hubert (25.06.1971 — 27.01.1977);
- епископ Charles-Omer Valois (10.06.1977 — 22.01.1997);
- епископ Gilles Cazabon (27.12.1997 — 3.07.2008);
- епископ Pierre Morissette (3.07.2008[1] — 21.05.2019);
- епископ Raymond Poisson (21.05.2019 — по настоящее время).

## Источник
- Annuario Pontificio, Libreria Editrice Vaticana, Città del Vaticano, 2003, ISBN 88-209-7422-3.
- Булла Ad catholicum nomen, AAS 43 (1951), стр. 830 (лат.)